# Koreanische Abelie

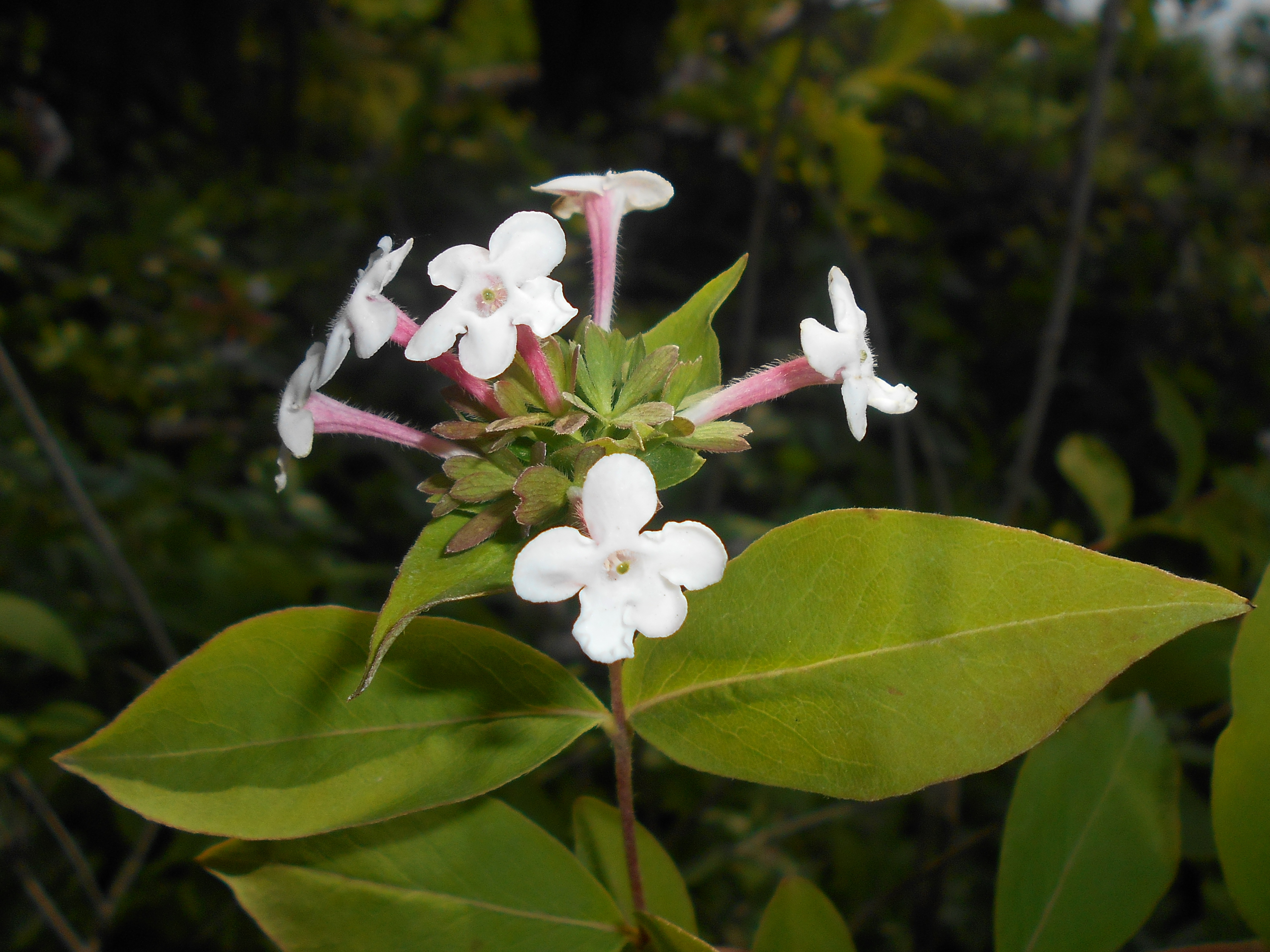
Blütenstand

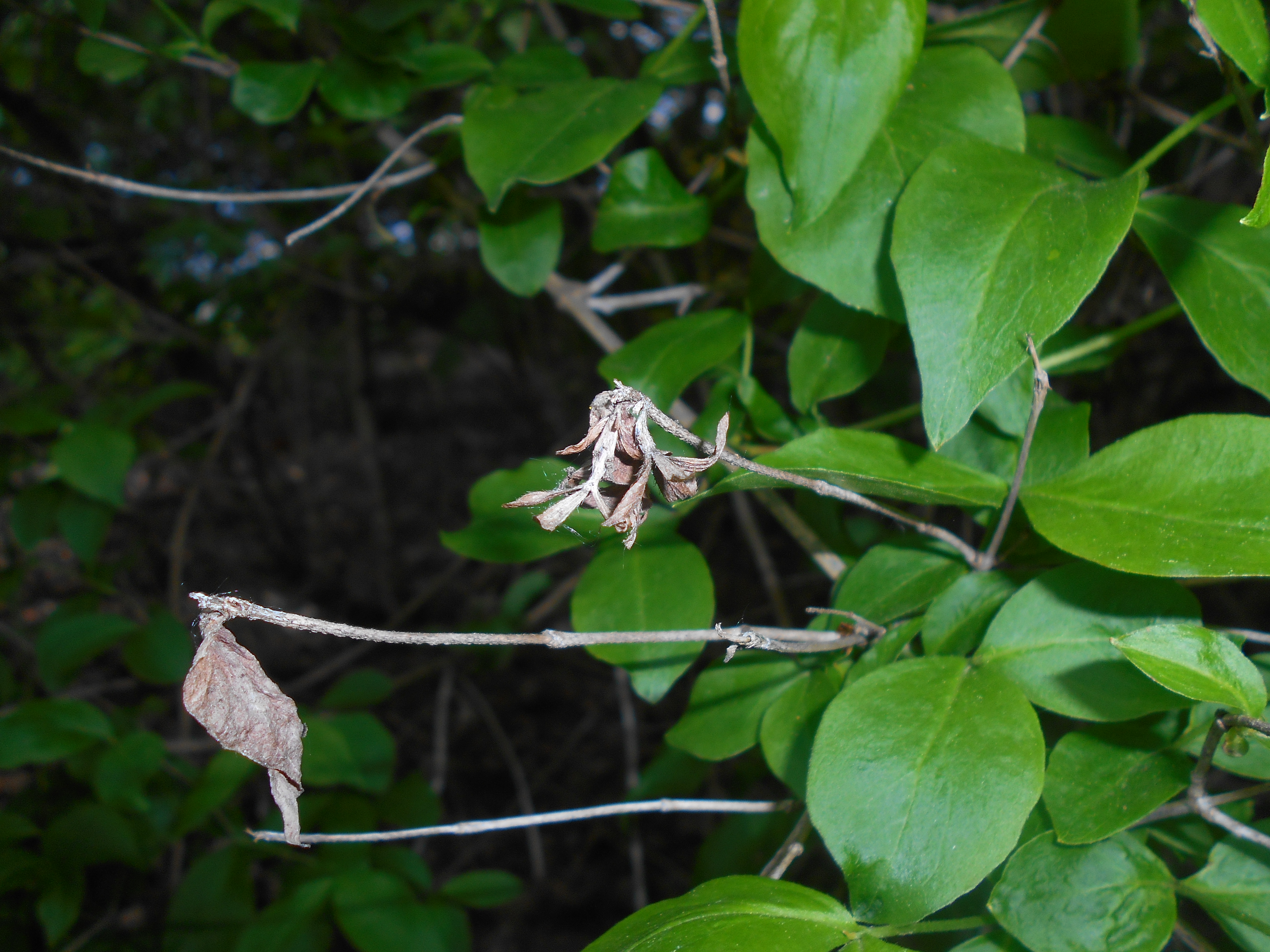
Fruchtstand

Die Koreanische Abelie (Abelia mosanensis) ist ein reichblühender Strauch aus der Familie der Geißblattgewächse (Caprifoliaceae). Ihr Verbreitungsgebiet liegt auf der Koreanischen Halbinsel. 

## Beschreibung
Die Koreanische Abelie ist ein sommergrüner, bis über 2 Meter hoher, breitwüchsiger, aufrechter, locker und unregelmäßig wachsender Strauch mit abstehenden bis überhängenden Zweigen, die jung rötlich und anfangs borstig behaart sind. Die gegenständigen, beinahe stiellosen Laubblätter haben eiförmige bis elliptische, 4 bis 10 Zentimeter lange, ganzrandige, spitze bis zugespitzte, bewimperte Blattspreiten. Die feinborstige Blattoberseite ist glänzend dunkelgrün, die Unterseits ist heller und weicher behaart, die Herbstfärbung ist orangerot. 
Die Blüten stehen zu 12 bis 15 in 4 bis 5 Zentimeter langen doldenartigen Büscheln an den Enden von Kurztrieben. Die duftenden, zwittrigen Einzelblüten mit doppelter Blütenhülle sind rot, weiß bis zartrosa, mit stieltellerförmiger Krone. Es ist ein kleiner Blütenbecher vorhanden. Die fünf, bewimperten Kelchblätter sind spreizend und grün-rötlich. Die schlanke Kronröhre ist 1 bis 1,2 Zentimeter lang und außen karminrot sowie behaart, mit innen an der bauchigen Basis Nektarhaaren. Der fünflappig, weiße bis rosa Saum ist ausgebreitet und kürzer. Blütezeit ist von Mai bis Juni, die Art kann aber im Sommer nachblühen. Die 4 didynamischen Staubblätter sind eingeschlossen. Der dreikammerige Fruchtknoten ist unterständig mit nur einer fertilen Kammer, der Griffel mit kopfiger Narbe ist eingeschlossen.
Es werden ledrige Achänen mit dem zuerst rötlichen Kelch an der Spitze gebildet.

## Verbreitung und Standort
Das natürliche Verbreitungsgebiet der Koreanischen Abelie liegt in der gemäßigten Zone auf der Koreanischen Halbinsel. Dort wächst sie in artenreichen Wäldern auf frischen bis feuchten, schwach sauren bis alkalischen, meist lehmigen, guten Böden an sonnigen bis lichtschattigen, kühl-ausgeglichenen Standorten. Die Art ist frosthart.

## Systematik
Die Koreanische Abelie (Abelia mosanensis) ist eine Art der Gattung Abelien (Abelia) in der Familie der Geißblattgewächse (Caprifoliaceae), Unterfamilie Linnaeoideae.

## Verwendung
Die Koreanische Abelie wird manchmal wegen ihrer dekorativen Blüten als Zierpflanze verwendet.